# Pageruyung
Pageruyung is een bestuurslaag in het regentschap Kendal van de provincie Midden-Java, Indonesië. Pageruyung telt 2437 inwoners (volkstelling 2010).